# 道俣神

イザナギの禊ぎによって生まれた神々（古事記に基づく）

道俣神（ちまたのかみ）とは、日本神話・『記紀』において、伊弉諾尊（いざなぎのみこと）が身に着けていた袴から成る、道に関する神。『古事記』表記が道俣神で、『日本書紀』では開囓神（あきぐいのかみ）と表記している。古事記には冠から生まれた飽咋之宇斯能神（あきぐいのうしのかみ）というのもいる。もしかしたらそちらと同神の可能性もある。

## 概要
ちまたは「道（ち）股（また）」の意味、道の分かれる場所・いわゆる辻（十字路）や町中の道、物事の境目、分かれ目などを指す。
また、古代伝承にある民間信仰の神、八衢比売神（やちまたひめのかみ）・八衢比古神（やちまたひこのかみ）の両神は、道俣神として『古事記』に登場していると言われている。

## 記紀
『古事記』と『日本書紀』（本文）の相違で、『古事記』では伊弉冉尊（いざなみのみこと）は火の神（火之迦具土神（ひのかぐつちのかみ））を生み火傷を負い亡くなるが、『日本書紀』（本文）では別の筋書きになっており伊弉冉尊は死ぬことなく生きていく。このため、伊弉諾尊が死後の伊弉冉尊に会いに黄泉国を訪問する神話は、『日本書紀』においては本文から逸れ「一書」についての記述となる。
- 『古事記』は黄泉国から脱出した後、禊をする直前に伊弉諾尊の身に着けていた諸々から成る。
- 『日本書紀（一書）』は黄泉国から逃げる途中、伊弉冉尊と対峙し決別の誓いをたてた後、伊弉諾尊の身に着けていた諸々から成る。

神話は道俣神と開囓神の箇所のみ。詳細は「神生み」を参照。

### 古事記
黄泉国から逃げ伸びた伊弉諾尊は「嫌に醜い穢れた国を訪ねてしまった。私は穢をしよう。」と言い、竺紫（筑紫）の日向の橘の小門（おど）の阿波岐原（あわきはら）という所におもむき禊祓を行う。
そこで、投げ棄てた御杖（みつえ）から成す神の名は「衝立船戸神」、次に投げ棄てた御帯（みおび）から成る神の名は「道乃長乳歯神」、次に投げ棄てた御袋（みふくろ）から成る神の名は「時量師神」、次に投げ棄てた御衣（みけし）から成る神の名は「和豆良比能宇斯能神」、次に投げ棄てた御褌（みはかま、袴）から成る神の名は「道俣神」、次に投げ棄てた御冠（みかがふり）から成る神の名は「飽咋之宇斯能神」、次に投げ棄てた左手の手纏（たまき、腕輪）から成る神の名は「奥疎神」次に「奥津那芸佐毘古神」次に「奥津甲斐弁羅神」、次に投げ棄てた右手の手纏から成る神の名は「辺疎神」次に「辺津那芸佐毘古神」次に「辺津甲斐弁羅神」である。

### 日本書紀
伊弉諾尊は泉津平坂（よもつひらさか）に至った。その坂路をすなわち千人引（ちびき）の磐石をもって塞ぎ、伊弉冉尊と相向き立ち、遂に絶妻の誓いを渡す。時に伊弉冉尊は言う「愛（うるわ）しき吾が夫君、如此言（かくのたま）はば、吾は汝が治める国民、日に千人縊（くび）り殺そう」。伊弉諾尊は報え言う「愛しき吾が妻、如此言はば、吾はすなわち日に千五百人産もう」。因りて曰く、「これよりな過ぎそ」。
即ちその杖を投げる、これを岐神と言う。またその帯を投げる、これを長道磐神と言う。またその衣を投げる、これを煩神と言う。またその袴を投げる、これを開囓神と言う。またその履を投げる、これを道敷神と言う。

### 表記一覧
- 『古事記』は8種の物を投げ棄て12神。
- 『日本書紀』は5種の物を投げ棄て5神。

それぞれの物と対応の神名は以下を参照。
| 投げた物   | 古事記の記述                               | 日本書紀の記述             |
| ---------- | ------------------------------------------ | -------------------------- |
| 杖         | 衝立船戸神（つきたつふなど（と）のかみ）   | 岐神（ふなど（と）のかみ） |
| 帯         | 道乃長乳歯神（みちのながちはのかみ）       | 長道磐神（ながちはのかみ） |
| 袋         | 時量師神（ときはかしのかみ）               | -                          |
| 衣         | 和豆良比能宇斯能神（わずらいのうしのかみ） | 煩神（わづらいのかみ）     |
| 袴         | 道俣神（ちまたのかみ）                     | 開囓神（あきぐいのかみ）   |
| 冠         | 飽咋之宇斯能神（あきぐいのうしのかみ）     | -                          |
| 左手の手纏 | 奥疎神（おきさかるのかみ）                 | -                          |
| 左手の手纏 | 奥津那芸佐毘古神（おきつなぎさびこのかみ） | -                          |
| 左手の手纏 | 奥津甲斐弁羅神（おきつかいべらのかみ）     | -                          |
| 右手の手纏 | 辺疎神（へさかるのかみ）                   | -                          |
| 右手の手纏 | 辺津那芸佐毘古神（へつなぎさびこのかみ）   | -                          |
| 右手の手纏 | 辺津甲斐弁羅神（へつかいべらのかみ）       | -                          |
| 履         | -                                          | 道敷神（ちしきのかみ）     |
| 合計       | 12神                                       | 5神                        |

## 建築・工事や家屋の祭
神道では何所にもそれぞれの神々が居ると考えるため、土木・建築や増改築にあたって神々に報告を行い、工事中の加護・無事完成を祈願する「地鎮祭」や「上棟祭」、もしくは完成後に建物が末永く平安堅固であるようにと除災や繁栄を祈る「竣工祭」など、一時的な祭祀を取り行う慣わしがある。
地鎮祭の場合、祭場は着工前現場に臨時に設ける。四隅に斎竹（いみだけ）と呼ぶ葉付きの青竹を設置し、清浄な場所を示す注連縄を張りめぐらせ、紙垂（しで）を飾る。中に神の依り代となる神籬（ひもろぎ）、神の食事である神饌（みけ）・神酒を供え、神職を招き祝詞奏上を行い祭祀を始める。

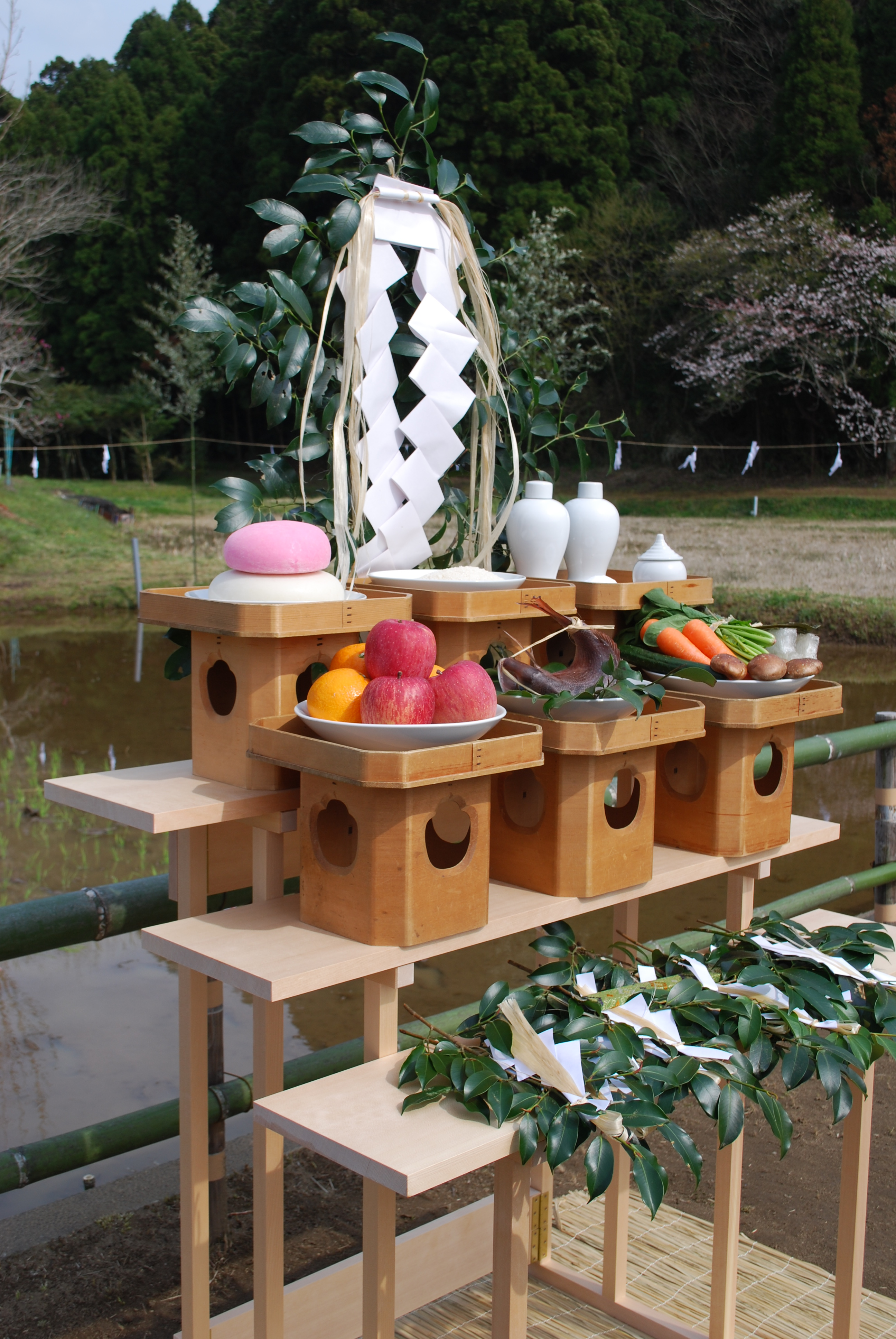
祭壇の一例。神籬、神酒・神饌（お供え物）、玉串。(香取神宮の御田植祭斎田・香取神宮 千葉県香取市）

以下、道俣神が祝詞に登場する一例

### 文化関連
橋の神
- 大地主神（おおとこのぬしのかみ）
- 罔象女神（みづはのめのかみ）
- 道俣神（ちまたのかみ）
- 八意思兼神（やごころおもいかねのかみ）
- 橋姫神（はしひめのかみ）
- 手置帆負神（たおきほをいのかみ）と彦狭知神（ひこさしりのかみ）

### 交通関連
交通安全の神
- 八意思兼神（やごころおもいかねのかみ）
- 火産霊神（ほむすびのかみ）
- 雷神（いかづちのかみ）
- 道乃長乳歯神（みちのながちはのかみ）
- 道俣神（ちまたのかみ）
- 大己貴神（おおなむちのかみ）
- 猿田彦神（さるたひこのかみ）
- 稲荷大神（いなりのおおかみ）
- 産土大神（うぶすなのおおかみ）

運送業（陸運）の神
- 道乃長乳歯神（みちのながちはのかみ）
- 道俣神（ちまたのかみ）
- 産土大神（うぶすなのおおかみ）

車（電車・自動車・自転車など）の神
- 大己貴神（おおなむちのかみ）
- 屋船神（やふねのかみ）：屋船豊受姫神（やふね-とようけひめのかみ）と屋船久々能遅神（やふね-くくのちのかみ）
- 火産霊神（ほむすびのかみ）
- 八意思兼神（やごころおもいかねのかみ）
- 大雷神（おおいかづちのかみ）と鳴雷神（なるいかづちのかみ）
- 道乃長乳歯神（みちのながちはのかみ）
- 道俣神（ちまたのかみ）
- 稲荷大神（いなりのおおかみ）
- 天武天皇（てんむてんのう）

### 工事関連
鉄橋架橋工事の神
- 大地主神（おおとこのぬしのかみ）
- 罔象女神（みづはのめのかみ）
- 道俣神（ちまたのかみ）
- 八意思兼神（やごころおもいかねのかみ）
- 橋姫神（はしひめのかみ）
- 手置帆負神（たおきほをいのかみ）と彦狭知神（ひこさしりのかみ）
- 道乃長乳歯神（みちのながちはのかみ）
- 大事忍男神（おおことおしをのかみ）
- 大綿津見神（おおわたつみのかみ）
- 天乃目一筒神（あめのまひとつのかみ）
- 金山姫神（かなやまひめのかみ）と金山彦神（かねやまひこのかみ）
- 産土大神（うぶすなのおおかみ）

鉄道工事の神
- 道乃長乳歯神（みちのながちはのかみ）と道俣神（ちまたのかみ）
- 産土大神（うぶすなのおおかみ）